# Anna Nyström-Mässrur
Anna Nyström-Mässrur, född 9 december 1849, död 25 december 1913, var en svensk missionär. Hon var verksam i bland annat Östturkestan och Teheran.
Hon gifte sig med Josef Mässrur, en läkare som hon träffade i Tabras och som först var hennes lärare i persiska. Paret förflyttades till Kashgar 1894 inom den så kallade Östturkestanmissionen där de gifte sig. Därefter förflyttades de till Jarkend.
År 1900 reste de till Sverige där Josef utbildade sig till tandläkare. De återvände till missionsfältet i Persien och staden Rasht vid Kaspiska havet där de stannade i sex år. År 1906 flyttade de till Teheran. Josef avled i maj 1913, varvid Anna blev änka och återvände till Sverige i december månad. Hon var dock sjuklig och dog på juldagen samma år.